# Konrad Adolf Hartleben

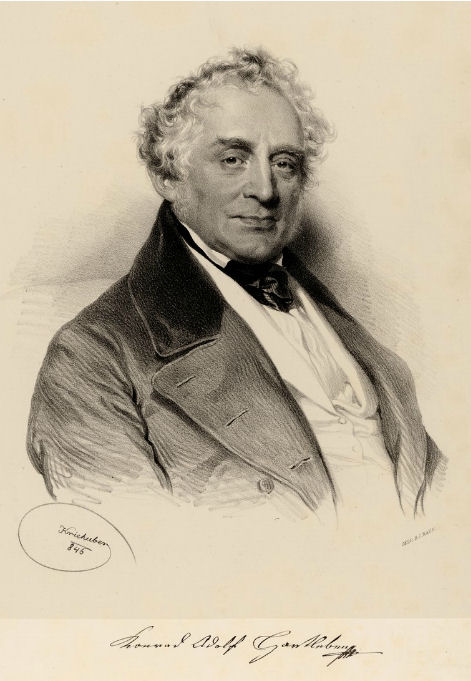
Konrad Adolf Hartleben, 1846

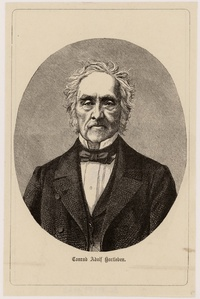
Konrad Adolf Hartleben

Konrad Adolf Hartleben, auch Conrad Adolph Hartleben oder Conrad Adolf Hartleben (* 26. August 1778 in Mainz; † 5. April 1863 in Wien), war ein deutsch-österreichischer Buchhändler, Herausgeber und Verleger.

## Leben

### Familie
Konrad Adolf Hartleben war der Sohn des Hofpfalzgrafen Franz Joseph Hartleben, Hochschullehrer und Syndikus in Mainz und dessen Ehefrau Catharina Josepha (geb. Ollen).
Sein älterer Bruder war der Hochschullehrer für Rechtswissenschaften Theodor Conrad Hartleben (* 24. Juni 1770 in Mainz; † 15. Juni 1827 in Mannheim).
Sein Großneffe war der spätere Buchhändler und Verleger Adolf von Hartleben (1835–1903).
Konrad Adolf Hartleben war verheiratet; gemeinsam hatten sie zwei Kinder, die bereits früh verstarben.
Er wurde in Pest an der Seite seiner vor ihm verstorbenen Ehefrau beigesetzt.

### Werdegang
Konrad Adolf Hartleben trat im Alter von fünfzehn Jahren 1793 als Kadett in das kurmainzer Regiment (siehe Kurmainzische Armee) ein. Nach der Übersiedlung seines Vaters, den er begleitete, nach Wien gab er den Dienst jedoch 1795 wieder auf und hörte 1797 juristische Vorlesungen an der Universität Wien; im selben Jahr folgte er dem allgemeinen Aufgebot und trat in die Universitätsbrigade ein und wurde schon nach kurzer Zeit durch den Feldmarschall Ferdinand Friedrich August von Württemberg zum Offizier befördert. Aus familiären Gründen musste er seinen Dienst 1797 quittieren und erhielt darauf eine vierjährige Ausbildung zum Buchhändler; 1801 gab er Malerische Darstellungen aus Österreich heraus bei dem Werk handelte es sich um sechs Aquarelldarstellungen des Leopoldsbergs und der Burgen von Mödling, Liechtenstein, Falkenstein, Merkenstein und Rauchenstein.
Bereits im Oktober 1801 bat er den Pester Stadtrat, um das Recht, Buchhändler zu werden, weil er erkannt hatte, dass es dort nicht genügend Buchhändler gebe und es an guten ausländischen Büchern mangele. Nach der damaligen gängigen Praxis, holte der Stadtrat die Meinung der örtlichen Buchhändler ein und sprach sich im Dezember 1801 mit einem Gutachten gegen die Erteilung einer Lizenz aus.
1802 erwarb er die Buchhandlung und das Buchhändlerrecht von Sigmund von Ivanics in Ofen und eröffnete 1804 eine Buchhandlung in Pest, kurz darauf veröffentlichte er in seinem gegründeten Verlag (siehe A. Hartleben’s Verlag) schöngeistige und wissenschaftliche Literatur in deutscher und ungarischer Sprache; den Hauptsitz seiner Firma verlegte er 1844 in das verkehrsgünstiger gelegene Wien und firmierte unter C.A. Hartleben’s Verlags-Expedition in Pest, Wien und Leipzig; erst nach dem Tod seiner Ehefrau, wählte er 1851 Wien für seinen ständigen Aufenthalt.
Durch die Herausgabe gediegener und illustrierter Werke wie Allgemeine Weltkunde von Johann Georg August Galletti, Panorama der österreichischen Monarchie, Bilder-Magazin für allgemeine Weltkunde von Ferdinand Maria Malven, Bildliche Naturgeschichte aller drei Reiche nahm der Verlag einen raschen Aufschwung. Zu den Autoren gehörte unter anderem auch Freiherr Joseph von Hammer-Purgstall.
Er gründete 1845 zusammen mit Carl Gerold (1783–1854) (siehe Carl Gerold’s Sohn Verlag (Gerold Verlag)) den Verein österreichischer Buchhändler, jedoch wurde die Vereinsgründung von der Regierung abgelehnt. Erst 1859 kam es zur offiziellen Gründung.
Nachdem Konrad Adolf Hartleben verstorben war, erbte sein Großneffe Adolf von Hartleben den deutschen und ungarischen Verlag.

## Ehrungen und Auszeichnungen
1861 wurde Konrad Adolf Hartleben die Goldene Medaille für Kunst und Wissenschaft (seit 1887: K.u.k. Österreichisches Ehrenzeichen für Kunst und Wissenschaft) von Kaiser Franz Joseph I. verliehen.

## Schriften (Auswahl)
- Malerische Darstellungen aus Österreich. Wien, 1801 (Digitalisat).
- Panorama der Oesterreichischen Monarchie. Pesth und Leipzig, 1839 (Digitalisat).